# Političko-medijski kompleks
Političko-medijski kompleks (PMK) složenica koja je skupno ime za sistematičku, složenu simbiotičku mrežu koju sačinjavaju: država, politička klasa, vladajuća klasa i masovni mediji. U PMK-u postoji jako međudjelovanje, utjecaj i ovisnost između medija (osobito multinacionalnih medija) o zakonodavnom ogranku države i izvršnim organima države kao na primjer policije. U PMKu je osobito važno izričito primjenjivanje slova zakona.
Pojam PMK se također rabi za opisivanje dosluha između države, pojedinih političara i medijske industrije koja umjesto informiranja javnosti sa svojim izvješćima i programima rabi te iste programe za manipuliranje s javnim mnijenjem.
U novije vrijeme postoji sve više primjera gdje internetski portali (za razliku od tradicionalnih medija) su revniji u rabljenju PMK okvira u svojoj kritičkom pisanju o medijima.

## Rane medijske institucije
Prije pojave tiskarskog stroja u 15. stoljeću ljudi su se informirali preko gradskih vjesnika, preko propovjedaonice u crkvi, u gostionicama, ili kroz razgovor s drugim ljudima u svojoj okolici. Gradski vjesnici obično su išli pješice, iz mjesta u mjesto prenoseći vjesti i poruke koje su tadašnje vlasti (vladar) htio prenijeti svojim podanicima: obavjest o novom zakonu, vijesti o važnim događajima za zajednicu ili vjesti o nekom ratu. Ove rane medijske institucije bile su u izravnoj upravi vladajuće klase, i kao takve bile su izravno njima podložne.
Pojavom tiskarskog stroja, nastale su inovacije kao tiskanje vijesti na papiru. Corantos su bile prvi redoviti letci, i primjer su ranog političkog–medijskog kompleksa. Primjerice u Engleskoj, corantosi su prenosili inozemne vijesti, jer su domaće vijesti bile pod cenzurom (upravom) krune koja je htjela manipulirati s informacijam su mogle biti dostupne narodu. Kasnije, corantosi su postali redoviti časopisi koji su bili izloženi manjoj političkoj upravi nego prije, i bili su uzor prvih oblika industrijaliziranih medija.